# Illa Nelson
L'Illa Nelson (o Illa Leipzig, Illes de Nelson, Illa d'O'Cain o Illa Strachans) pertany a les Illes Shetland del Sud, en l'Antàrtida. Es troba immediatament al sud-oest de l'Illa Rei Jordi i separada d'aquesta per l'Estret Fildes. Cap al sud-oest, l'Estret Nelson la separa de l'Illa Robert. L'Illa Nelson té uns 19 km d'est a oest i uns 11 km de nord a sud. Està gairebé tota coberta de gel permanent. Destaquen en el seu litoral la Punta Harmonia i la Caleta Harmonia a l'oest, La Punta Ross al sud-oest i la Punta Duthoit al sud-est. En la costa nord de l'illa, prop de l'estret Fildes, hi ha situada la base txeca Eco-Nelson.